# Fábián Sándor (labdarúgó)
Fábián Sándor (? – ?) négyszeres magyar bajnok labdarúgó, kapus.

## Pályafutása
1920 és 1924 között az MTK-ban szerepelt. A sorozatban tíz bajnoki címet nyerő csapat cserekapusa volt, így csak négy bajnoki cím megszerzésben volt része.

## Sikerei, díjai
- Magyar bajnokság
  - bajnok: 1920–21, 1921–22, 1922–23, 1923–24